# Лунное затмение 10 декабря 2011 года
| Полное Лунное затмение 10 декабря 2011 г. | Полное Лунное затмение 10 декабря 2011 г. |
| ----------------------------------------- | ----------------------------------------- |
|                                           |                                           |
|                                           |                                           |
| Продолжительность фаз (час: мин: сек)     |                                           |
| Полная                                    | 00:51:08                                  |
| Частная                                   | 3:32:15                                   |
| Полутеневая                               | 5:56:21                                   |
| Моменты касаний (UTC)                     |                                           |
| P1                                        | 11:33:36                                  |
| U1                                        | 12:45:43                                  |
| U2                                        | 14:06:16                                  |
| Максимум                                  | 14:31:49                                  |
| U3                                        | 14:57:24                                  |
| U4                                        | 16:11:58                                  |
| P4                                        | 17:29:57                                  |
|                                           |                                           |

Полное лунное затмение состоялось 10 декабря 2011 года. Полное лунное затмение началось в 14:06 GMT, его продолжительность составила 51 мин.
Это второе из двух полных лунных затмений в этом году, первое произошло 15 июня 2011 года.

## Видимость
По прилагаемой ниже схеме видно, что полной картиной затмения могли полюбоваться лишь жители Азии, Центральной и Восточной России, Японии, Австралии и Аляски.
Для жителей Новой Зеландии и Гавайских островов окончание затмения произошло утром при заходе Луны. Жители центральных и восточных штатов США могли наблюдать затмение также при заходящей Луне, но с меньшими фазами (Луна зашла за горизонт до окончания полной фазы). Напротив, народности центральной Африки, Ближнего Востока, восточной Европы и Европейской России могли увидеть затмение восходящей Луны после захода Солнца.
На западе США, востоке Африки и Европы наблюдались лишь частные фазы затмения (при заходе и восходе Луны соответственно).
Южная Америка, Атлантика и западная Африка находятся на дневной стороне Земли — наблюдение затмения в этих регионах было невозможным.
Ожидалось, что Луна приобретет ярко-оранжевый цвет. Когда земная тень будет проходить по поверхности Луны, вероятно появление синеватого ободка по краю тени.

## Прогнозы
Следующее наблюдаемое лунное затмение произойдёт 4 июня 2012 года. Оно будет частным, видимым полностью в Австралии, Новой Зеландии и Новой Гвинее.